# Laurence Cook
Laurence Cook (* 8. Juni 1939 in Boston) ist ein US-amerikanischer Jazz-Schlagzeuger und Perkussionist.

## Werdegang
Laurence Cook studierte zunächst Malerei an der School of the Museum of Fine Arts in Boston, bevor er sich der Musik zuwandte und Klavier, Vibraphon und Schlagzeug lernte. Er zog Anfang der 1960er Jahre nach New York und arbeitete im Hauptberuf als Hafenarbeiter. Daneben war er in der Free-Jazz-Szene New Yorks aktiv, u. a. wirkte er bei Aufnahmen von Paul Bley (Revenge und Dual Unity), Alan Silva (Skillfullnes) und Joe Morris (Wraparound) mit. In den 1970er Jahren kehrte er nach Boston zurück; weiterhin spielte er mit Lowell Davidson, Thurston Moore, Jemeel Moondoc (Tri-P-Let/Fire in the Valley, 1996/97), Sabir Mateen, Bill Dixon (November 1981 und Thoughts, 1985), Sam Rivers, Rahn Burton, Michael und Randy Brecker, Robin Kenyatta, Mark Whitecage, Paul Flaherty, Barre Phillips und Daniel Carter/Peter Kowald (Principle Hope).  Cook war Mitte der 1970er Jahre Mitglied im Musikerensemble Poum - Composers Collektive um Perry Robinson und John Fischer. Ab den 1980er Jahren war er vorwiegend im Raum Boston aktiv und arbeitete zwei Jahrzehnte mit dem Pianisten Eric Zinman, mit dem er u. a. das Duoalbum Double Action für Ayler Records einspielte. Er wirkte auch 2017 bei Zinmans Album The River is Full mit. Cook lebt in Cambridge (Massachusetts).
Der Schlagzeuger ist nicht mit dem Pianisten J. Lawrence Cook (1899–1976) zu verwechseln.